# Александар Кристић
Александар Кристић (Ваљево, 5. октобар 1970) је бивши српски фудбалер, а садашњи фудбалски тренер.

## Играчка каријера
Фудбалом је почео да се бави у пионирима ваљевског Крушика, где су га на финалном турниру Првенства Србије запазили људи из Црвене звезде, па је у мају 1984. са свега 13 и по година прешао у редове црвено-белих. Прошао је Звездину омладинску школу, а за први тим је у периоду од 1992. до 1995. године и током пролећног дела сезоне 1997/98. одиграо укупно 84 такмичарске утакмице, постигао један гол и учествовао у освајању две шампионске титуле 1992. и 1995. године и два национална купа 1993. и 1995. године.
Пре него што је дебитовао за Звезду био је на позајмицама у Бору и Мачви из Шапца, а Владица Поповић му је пружио шансу на три последња меча у шампионату 1991/92, када је екипа трећу годину у низу освојила титулу првака. Био је у тиму и на два Куп сусрета те сезоне. Кристић је у сезони 1992/93. одиграо 17 лигашких мечева, а у освајању Купа је забележио шест наступа. Наредне сезоне се у другом делу усталио у одбрани црвено-белих одигравши укупно 24 првенствена и три Куп меча, али клуб није успео да освоји трофеј.
Ипак, Звезда у сезони 1994/95. стиже до дупле круне, а Кристић је одиграо седам лигашких и два Куп сусрета. Касније је током 1995. носио дрес шведског Дегерфорша, а ОФК Београда 1996. године. У сезони 1996/97 наступао је за Земун. У Звезду се вратио у другом делу 1997. године, када је појачао млади тим који су предводили Дејан Станковић и Перица Огњеновић. Одиграо је 15 утакмица у првенству, постигао гол главом на 109. вечитом дербију, када је довео Звезду у вођство, да би касније Дејан Станковић обезбедио црвено-белима победу у Хумској од 2:1. Кристић је забележио и пет одиграних сусрета у Купу, али је Обилић зауставио екипу у полуфиналу на пенале. Тим са Врачара је освојио и титулу те сезоне.
Аца Кристић је каријеру наставио у италијанској Салернитани, чији је члан био од 1998. до 2001. године. У првој сезони је затресао мрежу главом на дебију против Болоње, само 30 секунди по уласку у игру у победи екипе из Салерна од 4:0, али је касније његов тим испао у Серију Б. На крају каријере је носио дрес Београда у сезони 2001/02.
Кристић је за репрезентацију СР Југославије наступио на једном сусрету: 25. фебруара 1998. у пријатељској утакмици против Аргентине (1:3) у Мар де Плати.

## Тренерска каријера
Водио је екипе Хајдука са Лиона, Палилулца и Сопота, а пет година је био и тренер у млађим категоријама ОФК Београда. У Црвеној звезди је био помоћни тренер од 2007. до 2010. године, а први тим је преузео у августу 2010. године, након оставке Ратка Достанића. У последњем колу јесењег дела, Звезда је ремизирала против Војводине (2:2) у Београду, након вођства од 2:0, па је смењен због заостатка од пет бодова на табели.
Водио је и млађе категорије црвено-белих, а у сезони 2011/12. био је на клупи крушевачког Напретка, да би 2013. постао асистент Божидара Бандовића у азербејџанском Бакуу. Радио је и као помоћни тренер у омладинској селекцији Србије, а од 2014. године био је помоћник Бандовићу у Бурирам јунајтеду са Тајланда, да би касније на позив Александра Станојевића стигао у редове Пекинг Ентерпрајзиса где је био асистент у стручном штабу.
Кристић је током августа и септембра 2023. водио Јединство са Уба на четири утакмице у Првој лиги Србије.

## Трофеји

### Црвена звезда
- Првенство СФР Југославије (1): 1991/92.
- Куп СР Југославије (1): 1992/93.